# Хлебниковский сельсовет
Хлебниковский сельсовет — упразднённая административно-территориальная единица, существовавшая на территории Московской губернии и Московской области до 1954 года.
Хлебниковский сельсовет был образован в первые годы советской власти. По данным 1924 года он входил в состав Коммунистической волости Московского уезда Московской губернии.
В 1927 году Хлебниковский с/с был упразднён, но уже в 1929 году восстановлен.
По данным 1926 года в состав сельсовета входили деревня Капустино, село Хлебниково, посёлки Хлебниково и Шереметьево.
В 1929 году Хлебниковский с/с был отнесён к Коммунистическому району Московского округа Московской области.
27 февраля 1935 года Хлебниковский с/с был передан в Дмитровский район.
3 ноября 1938 года посёлки Хлебниково и Шереметьево получили статус дачных посёлков и были выведены из состава Хлебниковского с/с.
4 января 1939 года Хлебниковский с/с был передан в Краснополянский район.
4 апреля 1939 года в Хлебниковском с/с селение Хлебниково было переименовано в Красная Горка.
17 июля 1939 года к Хлебниковскому с/с был присоединён Ерёминский с/с (селение Ерёмино).
14 июня 1954 года Хлебниковский с/с был упразднён. При этом его территория (селения Ерёмино, Капустино и Красная Горка) была объединена с Новосельцевским с/с в новый Красногорский с/с.